# Ulota pilifera
Ulota pilifera är en bladmossart som beskrevs av Christian Gottfried Daniel Nees von Esenbeck 1843. Ulota pilifera ingår i släktet ulotor, och familjen Orthotrichaceae. Inga underarter finns listade i Catalogue of Life.